# Обикновена тъпочовка
Обикновена тъпочовка (Pinicola enucleator) е вид птица от семейство Чинкови (Fringillidae). Видът е незастрашен от изчезване.

## Разпространение
Разпространен е в Канада, Китай, Финландия, Япония, Казахстан, Латвия, Монголия, Норвегия, Русия, Сен Пиер и Микелон, Словакия, Швеция и САЩ.